# Bernard Angels
Pour les articles homonymes, voir Angels.
Bernard Angels, né le 18 septembre 1944 à Alger, est un homme politique français, membre du Parti socialiste.

## Biographie
Bernard Angels est maire d'Écouen, dans le Val-d'Oise, depuis 1977 sans discontinuer, jusqu'à sa démission le 8 octobre 2018,,. En 2008, la liste qu'il conduit recueille 42,31 % des voix au second tour, devant celles de l'UMP (31,32 %) et divers gauche (26,37 %).
Principal de collège de profession, Bernard Angels a par la suite exercé de nombreuses fonctions dans des cabinets ministériels sous la présidence de François Mitterrand. De 1981 à 1983, il travaille pour Roger Quilliot, ministre de l'Urbanisme et du Logement, de 1983 à 1984, auprès de Pierre Mauroy, Premier ministre, de 1984 à 1988, auprès de Paul Quilès, ministre de l'Urbanisme, du Logement et des Transports puis ministre de la Défense, et enfin ministre des Postes, des Télécommunications et de l'Espace et de 1988 à 1991, il est conseiller de Dominique Strauss-Kahn, président de la Commission des Finances de l'Assemblée nationale.
Suppléant de Dominique Strauss-Kahn, il devient député de la huitième circonscription du Val-d'Oise le 1er juin 1991 à la suite de son entrée au gouvernement ; il conserve ce mandat jusqu'à la fin de la législature en 1993. 
Par la suite, Bernard Angels devient sénateur du Val-d'Oise le 5 juillet 1997, en remplacement d'Alain Richard nommé au Gouvernement. Il est réélu le 26 septembre 2004. Il est vice-président du Sénat. Il perd l'investiture du parti socialiste aux élections sénatoriales de 2011. 

## Mandats en cours
- Vice-président de la communauté d'agglomération Roissy Porte de France
- Président du  syndicat mixte pour la gestion et l'incinération des déchets urbains de la région de Sarcelles (SIGIDURS)

## Anciens mandats
- Sénateur du Val-d'Oise (1997-2011)
  - Membre de la Délégation pour la planification
  - Vice-président du Sénat
- Député du Val-d'Oise de 1991 à 1993
- Membre de la Délégation parlementaire pour l'Union européenne
- Maire d'Écouen, de 1977 à 2018.

## Décorations
- Officier de la Légion d'honneur Il est fait chevalier le  31 décembre 1989[6], puis est promu officier le 14 avril 2017[7],[8].